# توني ريتشاردسون (لاعب كرة قدم)
توني ريتشاردسون (بالإنجليزية: Tony Richardson)‏ هو لاعب كرة قدم بريطاني في مركز ظهير ‏، ولد في 7 يناير 1932 في ساوثوورك في المملكة المتحدة. لعب مع كوينز بارك رينجرز.